# Minthea
Minthea es un género de escarabajos de la familia Bostrichidae.

## Especies
- Minthea acanthacollis (Carter & Zeck, 1937)
- Minthea apicata Lesne, 1935
- Minthea bivestita Lesne, 1937
- Minthea humericosta Lesne, 1936
- Minthea obsita (Wollaston, 1867)
- Minthea reticulata Lesne, 1931
- Minthea rugicollis (Walker, 1858)
- Minthea squamigera Pascoe, 1866